# 29328 Хансінтайґерс
29328 Хансінтайґерс (29328 Hanshintigers) — астероїд головного поясу, відкритий 13 жовтня 1994 року.
Тіссеранів параметр щодо Юпітера — 3,564.